# Johannes Walter Sluse

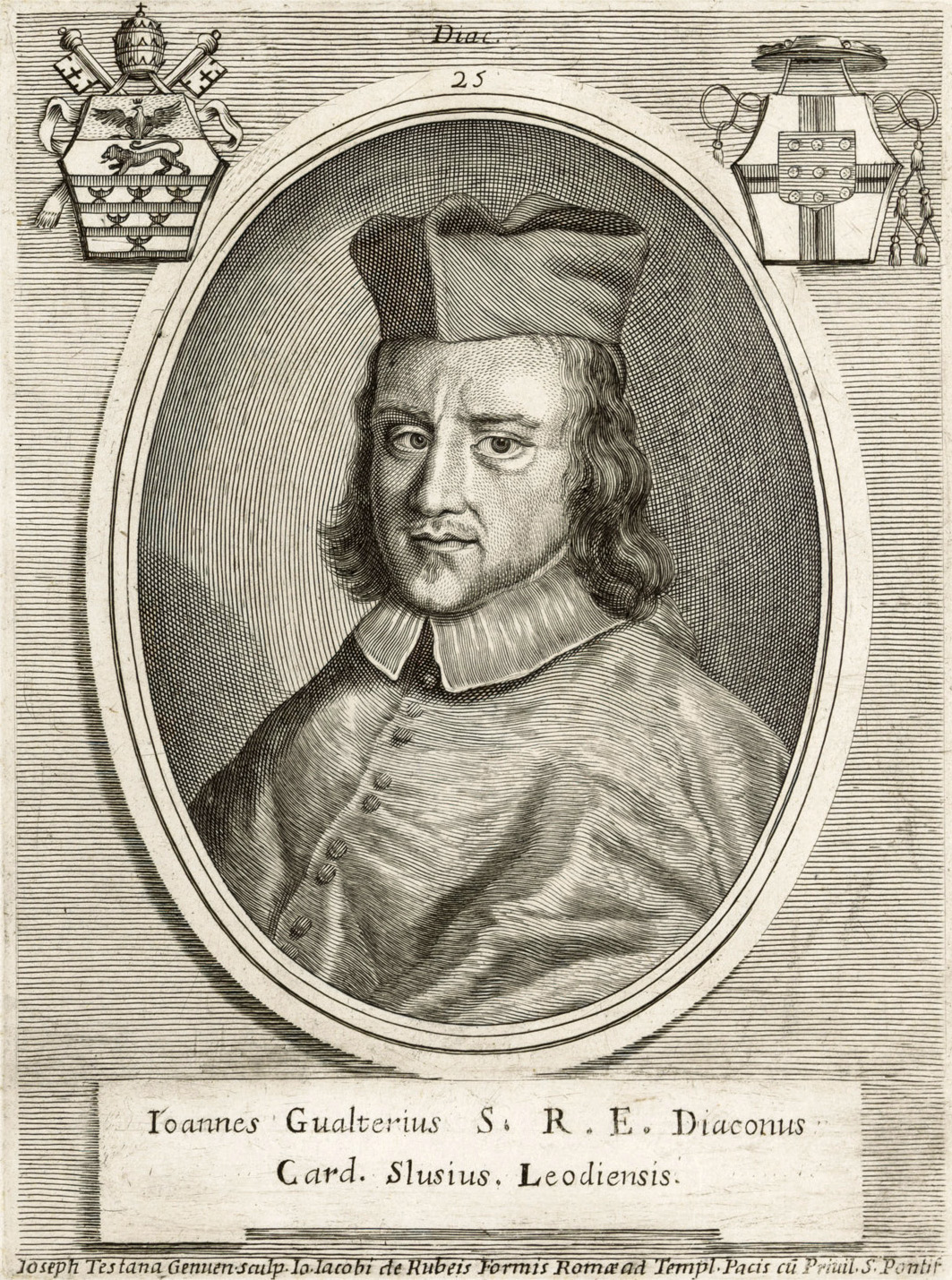
Johannes Walter Sluse, Kupferstich von Giuseppe Testana

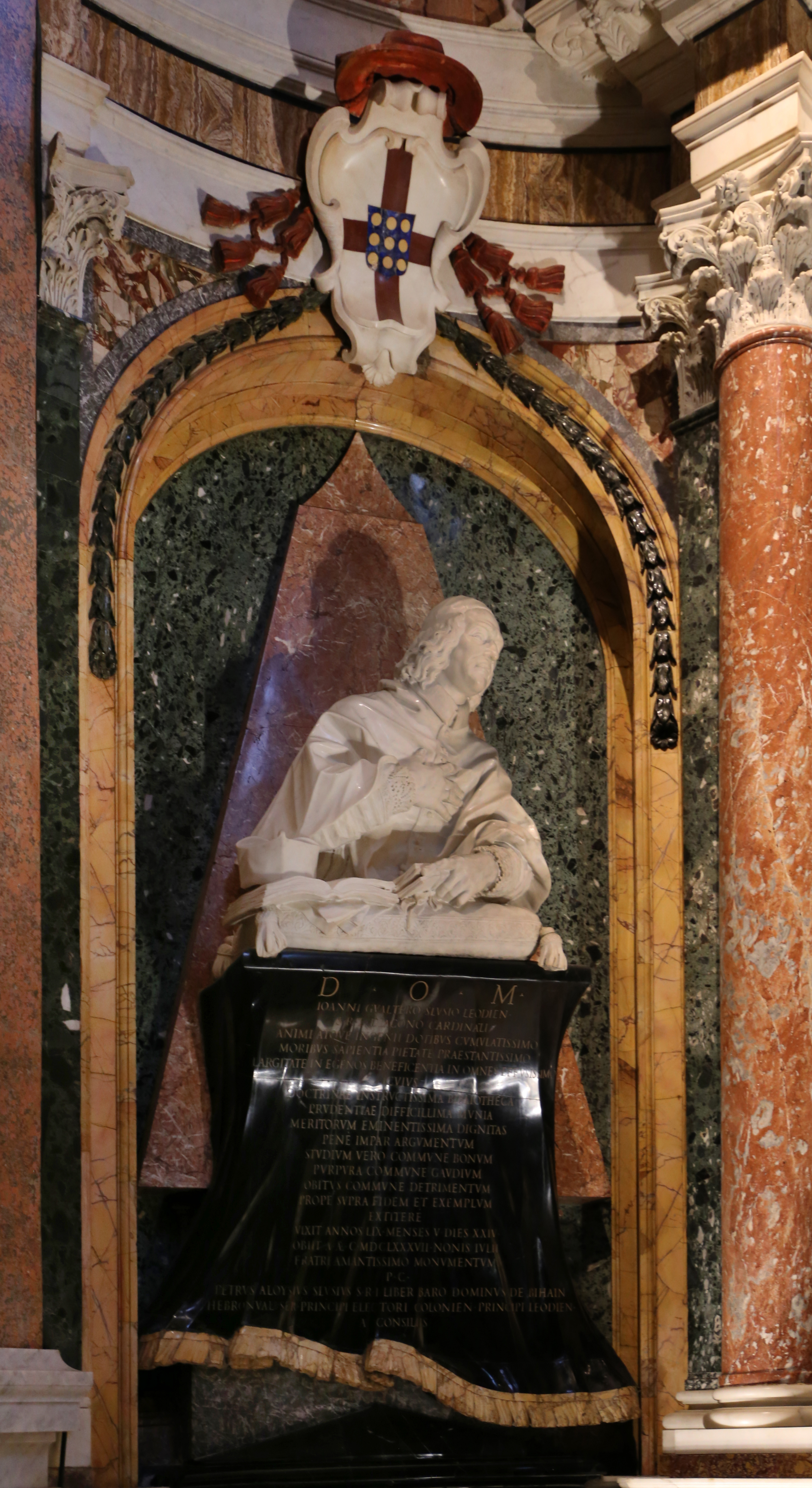
Grabdenkmal des Johannes Walter Sluse von Ercole Ferrata

Johannes Walter Sluse (lateinisch Johannes Gualterus Slusius; * 14. Januar 1628 in Visé in Belgien; † 16. Juli 1687 in Rom) war ein Kardinaldiakon der Römischen Kirche. Er war ein Bruder des Mathematikers René François Walther de Sluze.

## Leben
Nach Studium in Rom übte Sluse verschiedene Funktionen in der römischen Kurie, namentlich am Obersten Gerichtshof der Apostolischen Signatur und als Sekretär der Apostolischen Breve aus. Papst Innozenz XI. ernannte ihn am 2. September 1686 zum Kardinaldiakon der Kirche Santa Maria della Scala in Rom, wo er am 16. Juli des darauffolgenden Jahres 59-jährig verstarb. Seine letzte Ruhestätte fand er in der Kirche Santa Maria dell’Anima in Rom, deren Provisor er war; sein in der dortigen Annenkapelle aufgestelltes Grabdenkmal wurde von Ercole Ferrata geschaffen. Sluse hinterließ eine umfangreiche Bibliothek, deren Katalog 1690 postum von François Deseine unter dem Titel Bibliotheca Slusiana, sive librorum catalogus quos Joannes Gualterus, sanctae romanae Ecclesiae cardinalis, Slusius Leodiensis, sibi Romae congesserat publiziert wurde.